# Змієшийка американська
Змієшийка американська (Anhinga anhinga) — вид сулоподібних птахів родини змієшийкових (Anhingidae).

## Поширення
Вид поширений в Центральній, Південній Америці, на південному сході США та на Кубі. Трапляється від штату Північна Кароліна до північної Аргентини.

## Опис
Стрункий птах з дуже довгою шиєю та довгим і гострим дзьобом. Птах заввишки близько 85-90 см, розмах крил до 114 см. Вага 1-1,35 кг. Оперення самця повністю чорне з білими смугами на крилах. Кінчик хвоста білий. Дзьоб довгий, жовтий. Ноги теж жовті, перетинчасті. Самиця відрізняється сірим або світло-коричневим забарвленням голови, шиї та грудей.

## Спосіб життя
Мешкає у різних водних середовищах: річках, озерах і болотах. Зосереджується у величезних колоніях. Найбільші колонії складаються з 10 тисяч птахів. Поживу шукає у воді. Живиться рибою, земноводними, зміями, крабами тощо. Гнізда будують на деревах, що стоять над водою. У гнізді 2-5 яєць. Насиджують та піклуються про пташенят обидва батьки. Інкубація триває місяць. Батьки вигодовують пташенят протягом декількох тижнів.